# Општина Слобозија (Арђеш)
Слобозија (рум. Slobozia) општина је у Румунији у округу Арђеш.
Oпштина се налази на надморској висини од 155 m.